# Cười vui lắm
Cười Vui Lắm là loạt tiểu phẩm hài (Sitcom) phát sóng vào lúc 20:50 từ thứ 2 - thứ 6 hàng tuần trên VTV9, do Công ty VietComFilm phối hợp Đài Truyền Hình Việt Nam (VTV) sản xuất. Đây là series hài tình huống được yêu thích trên kênh VTV9 từ năm 2015.

## Giới thiệu
Mỗi tập phát sóng có thời lượng 8 phút và thường lấy chủ đề chính là những vấn đề nóng hổi của xã hội dưới góc nhìn châm biếm. Được phát sóng vào khung giờ buổi tối lúc 20:50 trên sóng VTV9, những số đầu tiên trình chiếu vào năm 2015 và kéo dài xuyên suốt đến nay.
Chương trình có sự tham gia của các danh hài nổi tiếng của Việt Nam hiện nay (Danh sách diễn viên xem bên dưới).
Bối cảnh chương trình xoay quanh cuộc sống đời thường của bà con ở những khu dân cư bình dân mà có thể thấy ở bất kỳ đâu tại khu vực thành thị Việt Nam thế kỷ 21, đó có thể là công chức, là giáo viên, công nhân, hoặc đơn giản chỉ là những bà nội trợ. Họ chính là đại diện cho xã hội Việt Nam hiện đại với những khía cạnh hỉ nộ ái ố, tham sân si, và kết quả của mỗi câu chuyện chính là hồi chuông báo động cho xã hội về cuộc sống hiện nay.
Nội dung mỗi tập phát sóng được chuyển thời bằng những tình huống hài hước (hài tình huống) để giảm bớt sự nặng nề với khán giả khi xem những thực trạng không mong đợi ở đời thực.

## Đạo diễn
Chương trình gồm nhiều tập riêng lẻ với nhiều đạo diễn tên tuổi: Nhật Trung, Vũ Minh, Trần Minh Ngọc, Nhật Cường, Phạm Đông Hồng, Nguyễn Thành,...

## Diễn viên
Chí Tài, Việt Hương, Long đẹp trai, Minh Nhí, Cát Phượng, Lê Khánh, Hạnh Thúy, Tiến Luật, Thu Trang, Anh Đức, Nhật Cường, Tấn Beo, Hứa Minh Đạt, Phi Phụng, Lê Dương Bảo Lâm, Thúy Diễm, Lương Thế Thành, Hoàng Anh, Mai Dũng, Trương Minh Quốc Thái, Phương Dung, Bảo Trí, Lê Giang, Lê Lộc, Tấn Hoàng, Trương Thế Vinh, Lê Nam,...